# Enrique Osses
Enrique Osses (Santiago, 1974. május 26. –) chilei nemzetközi labdarúgó-játékvezető.

## Pályafutása

### Nemzeti játékvezetés
2003-ban lett a Primera División játékvezetője.

### Nemzetközi játékvezetés
A Chilei labdarúgó-szövetség Játékvezető Bizottsága (JB) terjesztette fel nemzetközi játékvezetőnek, a Nemzetközi Labdarúgó-szövetség (FIFA) 2005-től tartotta nyilván bírói keretében. Több nemzetek közötti válogatott és klubmérkőzést vezetett. FIFA JB besorolás szerint elit kategóriás bíró.

#### Világbajnokság
A világbajnoki döntőhöz vezető úton Dél-Afrikába a XIX., a 2010-es labdarúgó-világbajnokságra és Brazíliába a XX., a 2014-es labdarúgó-világbajnokságra a FIFA JB bíróként alkalmazta. A CONMEBOL zónában vezet előselejtezőket.

##### 2010-es labdarúgó-világbajnokság

###### Selejtező mérkőzés
| Időpont           | Helyszín                           | Mérkőzés típusa            | Mérkőzés          | Eredmény | Nézők száma |
| ----------------- | ---------------------------------- | -------------------------- | ----------------- | -------- | ----------- |
| 2008. október 15. | Luis Ramos Stadion, Puerto la Cruz | előselejtező (10. forduló) | Venezuela–Ecuador | 3 : 1    | 10 581      |

##### 2014-es labdarúgó-világbajnokság
2012-ben a FIFA JB bejelentette, hogy a brazil labdarúgó-világbajnokság lehetséges játékvezetőinek átmeneti listájára jelölte. A kiválasztottak mindegyike részt vett több szakmai szemináriumon. A FIFA JB 25 bírót és segítőiket, valamint kilenc tartalék bírót és melléjük egy-egy asszisztenst nevezett meg. A végleges listát különböző technikai, fizikai, pszichológiai és egészségügyi tesztek teljesítése, valamint különböző erősségű összecsapásokon mutatott teljesítmények alapján állították össze.

###### Selejtező mérkőzés
| Időpont              | Helyszín                               | Mérkőzés típusa | Mérkőzés           | Eredmény | Nézők száma |
| -------------------- | -------------------------------------- | --------------- | ------------------ | -------- | ----------- |
| 2011. október 7.     | Atahualpa Stadion, Quito               | 1. forduló      | Ecuador–Venezuela  | 2 : 0    | 32 278      |
| 2012. szeptember 11. | Defensores del Chaco Stadion, Asunción | 8. forduló      | Paraguay–Venezuela | 0 : 2    | 13 680      |
| 2013. március 26.    | Hernando Siles Stadion, La Paz         | 12. forduló     | Bolívia–Argentína  | 1 – 1    | 35 000      |
| 2013. szeptember 10. | Defensores del Chaco Stadion, Asunción | 16. forduló     | Paraguay–Argentína | 2 – 5    | 27 000      |

###### Világbajnoki mérkőzés
| Időpont          | Helyszín                         | Mérkőzés típusa        | Mérkőzés               | Eredmény | Nézők száma |
| ---------------- | -------------------------------- | ---------------------- | ---------------------- | -------- | ----------- |
| 2014. június 14. | Mineirão Stadion, Belo Horizonte | selejtező (C. csoport) | Kolumbia–Görögország   | 3 – 0    | 57 174      |
| 2014. június 20. | Pernambuco Stadion, Recife       | selejtező (D. csoport) | Olaszország–Costa Rica | 0 – 1    | 40 285      |

#### Amerika Kupa
Argentína rendezte a 43., a 2011-es Copa América tornát, ahol a CONMEBOL JB bíróként alkalmazta.
| Időpont          | Helyszín                                | Mérkőzés típusa        | Mérkőzés            | Eredmény |
| ---------------- | --------------------------------------- | ---------------------- | ------------------- | -------- |
| 2011. július 2.  | Augusztus 23., Stadion, Jujuy           | selejtező (A. csoport) | Kolumbia–Costa Rica | 1 : 0    |
| 2011. július 13. | Padre Ernesto Martearena Stadion, Salta | selejtező (B. csoport) | Paraguay–Venezuela  | 3 : 3    |

#### Nemzetközi kupamérkőzések
Vezetett Kupa-döntők száma: 1.

##### Libertadores Kupa
| Időpont          | Helyszín                                 | Mérkőzés típusa     | Mérkőzés                    | Eredmény |
| ---------------- | ---------------------------------------- | ------------------- | --------------------------- | -------- |
| 2012. június 27. | Alberto J. Armando Stadion, Buenos Aires | döntő első mérkőzés | CA Boca Juniors–Corinthians | 1 : 1    |

###### Dél-amerikai Kupa
| Időpont            | Helyszín                         | Mérkőzés típusa     | Mérkőzés                                                                | Eredmény | Nézők száma |
| ------------------ | -------------------------------- | ------------------- | ----------------------------------------------------------------------- | -------- | ----------- |
| 2012. december 12. | Morumbi Stadion, São Paulo       | döntő (2. mérkőzés) | São Paulo FC–Club Atlético Tigre (argentin)                             | 2 – 0    | 67 042      |
| 2013. december 11. | Néstor Díaz Pérez Stadion, Lanús | döntő (2. mérkőzés) | Club Atlético Lanús (argentin)–Associação Atlética Ponte Preta (brazil) | 2 – 0    | 40 000      |

###### FIFA-klubvilágbajnokság
Japán rendezte a 8., a 2011-es FIFA-klubvilágbajnokságot, ahol a FIFA JB bírói szolgálattal bízta meg.
| Időpont            | Helyszín               | Mérkőzés típusa   | Mérkőzés                                         | Eredmény | Nézők száma |
| ------------------ | ---------------------- | ----------------- | ------------------------------------------------ | -------- | ----------- |
| 2011. december 11. | Tojota Stadion, Tojota | egyik negyeddöntő | Espérance Sportive de Tunisz–Asz-Szadd al-Katari | 1 – 2    | 21 251      |